# Chiastolite

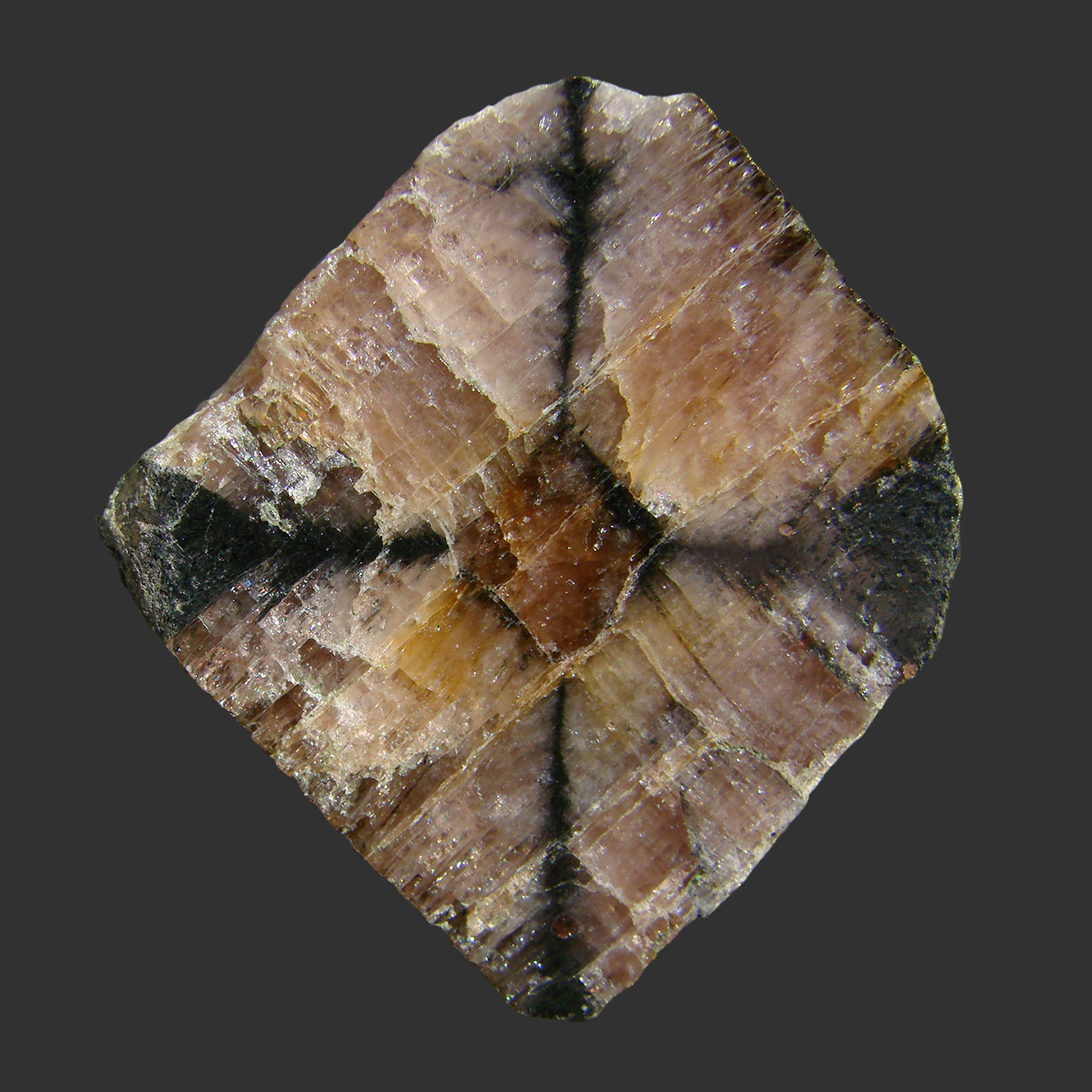
Chiastolite

La chiastolite è una varietà di andalusite caratterizzata dall'avere inclusioni di grafite a forma di croce. La presenza di queste croci ha fatto sì che il minerale venisse utilizzato come gemma.
Nell'area nei dintorni di Georgetown in California i sedimenti metamorfizzati contengono andalusite e chiastolite in un metasedimento ricco di grafite. I cristalli di chiastolite risultano alterati in una pseudomorfosi formata da margarite. La margarite ricca di calcio tende a formarsi lungo le croci o le bande ricche di grafite all'interno della chiastolite. Nella massa di fondo sono presenti muscovite e paragonite. Mineralogicamente questa occorrenza è importante perché in questa roccia sono presenti tutte e tre le fasi della mica in una situazione di equilibrio.

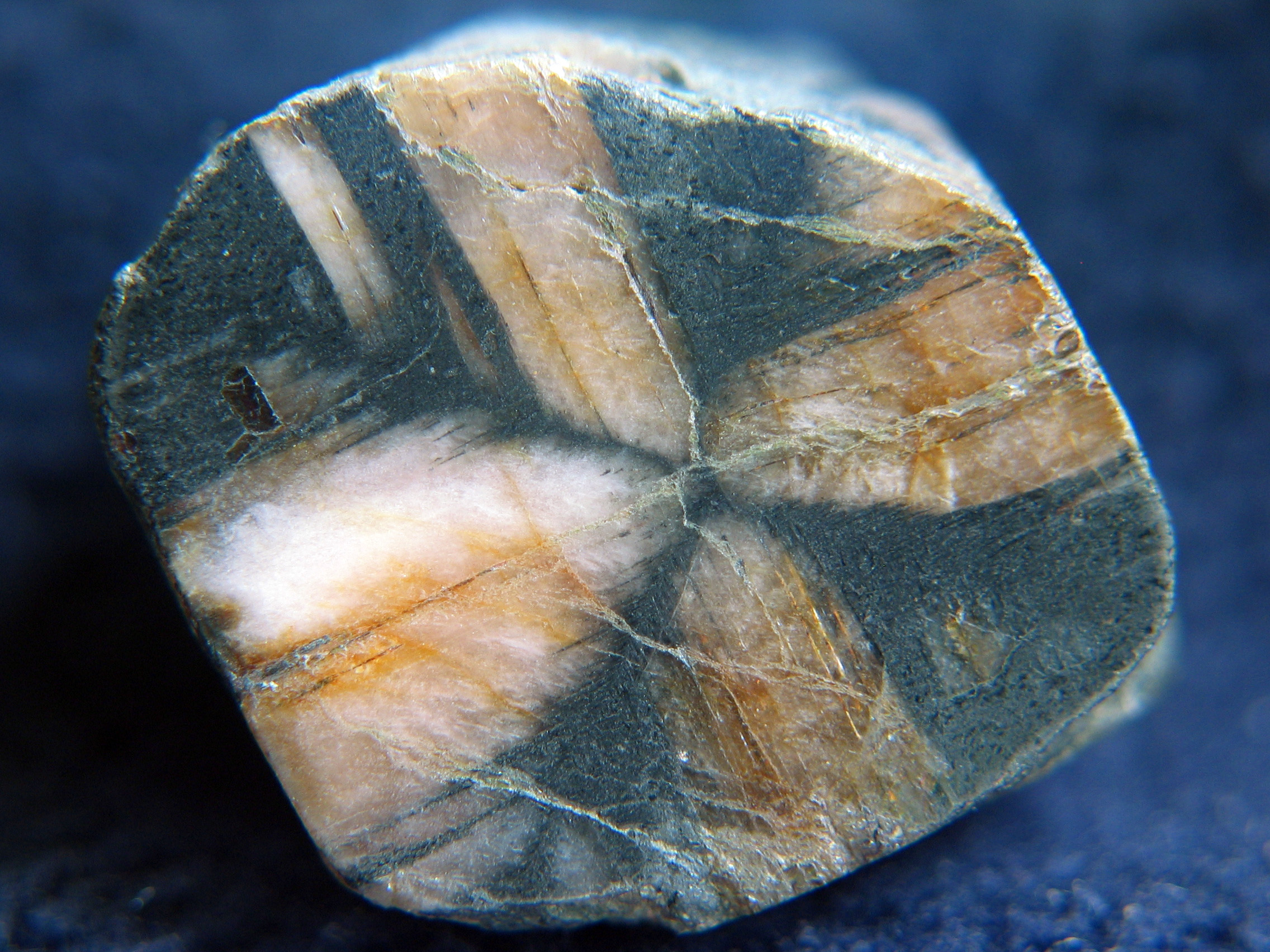
Chiastolite di Santiago de Compostela in Spagna.

A partire dal XVI secolo, esemplari di chiastolite si diffusero in tutta Europa come amuleti o souvenir portati dai pellegrini di ritorno da Santiago de Compostela, in Spagna. Nei vecchi testi di mineralogia, la chiastolite è citata con i nomi di lapis crucifer o lapis cruciatur, ovvero "pietra a croce". La prima raffigurazione di una chiastolite compare nell'opera De Gemmis et Lapidibus di Laet, pubblicata nel 1648. Gli esemplari di chiastolite venduti ai pellegrini provenivano dalle Asturie, dove il minerale è molto abbondante e di grandi dimensioni soprattutto nella zona di Boal.
Esistono diverse teorie sulla formazione della croce nella chiastolite; tuttavia, la teoria più accreditata, è quella proposta da Frondel nel 1934, il quale suggerisce che vi sia un attaccamento selettivo delle impurità agli angoli in rapida crescita dei cristalli di andalusite. Man mano che la concentrazione di queste impurità (costituite principalmente da grafite) aumenta, la crescita del cristallo subisce un rallentamento. Questo deposito concentrato di impurità forma un avvallamento che viene assorbito dalla crescita del porfiroblasto di andalusite. Il ciclo di crescita–rallentamento–crescita si ripete quindi più volte, creando un motivo simile a piume di grafite lungo quattro "bracci" che si irradiano dal centro.